# Луи Леузон Льо Дюк
Луи-Антоан Леузон Льо Дюк (на френски: Louis-Antoine Léouzon Le Duc) е френски писател, преводач, журналист, дипломат и историк.

## Биография
Роден е на 10 декември 1815 година в Дижон в семейството на ключар. Учи история и литература и живее дълго време във Финландия, след което издава редица книги, посветени на страните от Северна Европа и на Русия. Автор е и на първия френски превод на финландския епос „Калевала“.
Луи Леузон Льо Дюк умира на 22 октомври 1889 година в Париж.